# Carlos Molinari Cairoli
Carlos Molinari Cairoli (Uruguaiana, 15 de setembro de 1917 - 19 de dezembro de 2006) foi um militar e político brasileiro.
Foi ministro interino da Justiça e Negócios Interiores no Governo João Goulart, de 7 a 18 de junho de 1963.